# Jordbävningen i Messina 1908
Jordbävningen i Messina 1908 var en jordbävningskatastrof som drabbade Messinasundets kustområden på Sicilien och italienska fastlandet. 

## Förloppet
Skalvet skedde klockan 05:21 på morgonen den 28 december 1908 i sundet och följdes av en 12 meter hög tsunami. I Messina på Sicilien förstördes 90 % av byggnaderna och 70 000 personer av de 130 000 invånarna uppskattas ha omkommit. På fastlandet dog bland annat 15 000 av de 45 000 invånarna i Reggio di Calabria. Jordbävningen och tsunamin följdes av flera efterskalv och flera dagars regnande vilket försvårade hjälparbetet. Totalt omkom 100 000 – 200 000 människor vilket gör det till den naturkatastrof som skördat flest människoliv i Europas historia.
En av orsakerna till att Messina drabbades så hårt var att nyare byggnader inte var anpassade till områdets höga seismiska aktivitet medan flera antika byggnader klarade jordskalvet.

## Undsättningen

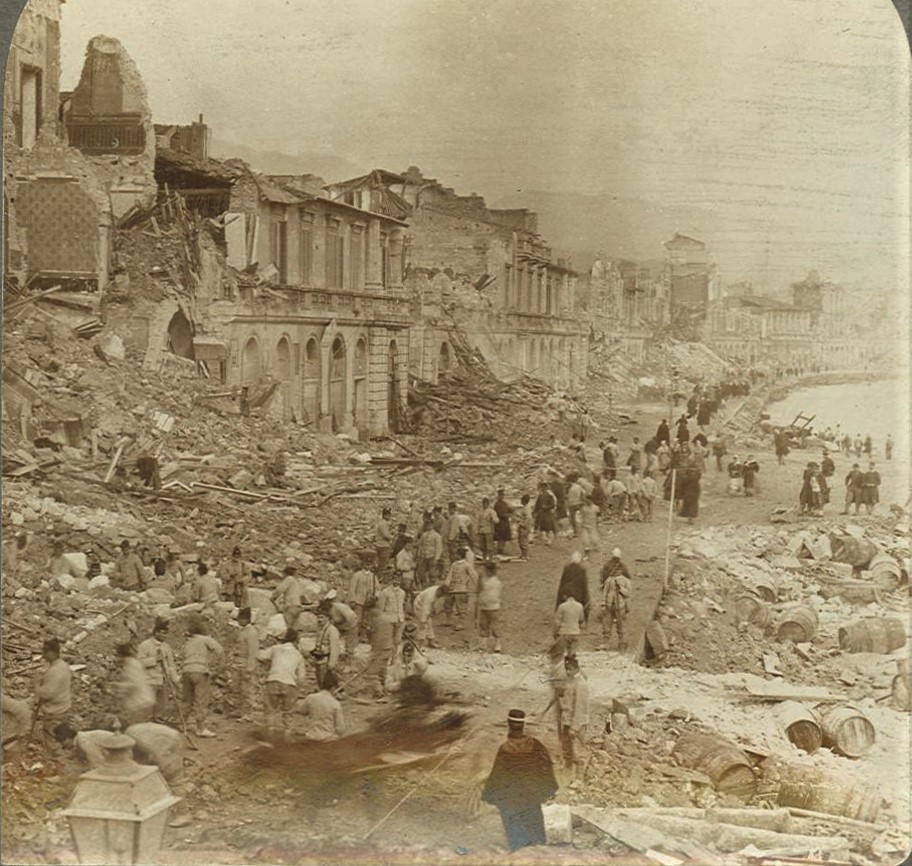
Messinas strandparti efter jordbävningen. Räddningsmanskap söker efter överlevande. Del av samtida stereofoto.

För att larma Rom skickades ett fartyg norrut från Messina längs kusten och kom till byn Nicotera Marina innan de fann en fungerade telegraf. Prefekten i Reggio di Calabria skickade en ryttare som red i 10 timmar innan han kunde telegrafera.
Den första hjälpen på plats var ryska örlogsskepp som övat i Joniska havet. De ryska sjömännen utmärkte sig i räddningsarbetet även efter att italienska, tyska, engelska och amerikanska skepp anlänt. Efter katastrofen restes ett monument speciellt för att hedra de ryska sjömännen.